# Tomasz Ziętek
Tomasz Ziętek (nació el 28 de junio de 1989 en Inowrocław, Polonia) es un actor de cine y teatro polaco, además de músico y guitarrista.

## Vida y carrera profesional
Ziętek nació el 7 de mayo de 1989 en Inowrocław Polonia. Se graduó de la Escuela Secundaria n.° 1 de Bolesław III Wrymouth en Słupsk, y completó sus estudios en la Escuela Nacional de Teatro Danuta Baduszkowa en Gdynia.
En 2007 ganó el Gran Premio del Festival de Jóvenes Talentos "Niemen Non Stop" en Słupsk, Polonia. En 2005, hizo su debut en el teatro actuando en Betlejem Polskie ("Belén polaco"), una obra representada en el Nuevo Teatro de Słupsk. En 2011, interpretó su primer papel importante en el cine de Zbigniew Godlewski en la película dramática de Antoni Krauze Black Thursday, que narra los acontecimientos de las protestas polacas de 1970. Sus otros papeles destacados incluyen a Jan Bytnar en el drama de guerra de 2014 de Robert Gliński Stones for the Rampart y "Ronaldo" en la película de terror de 2015 de Marcin Wrona, Demon. Por sus papeles en Cicha noc ("Silent Night"; 2017) y Corpus Christi, nominado al Oscar 2019 de Jan Komasa, recibió nominaciones al Premio de Cine Polaco como Mejor Actor de Reparto. En 2019, apareció en la serie de televisión de drama de guerra de la BBC World on Fire, escrita por Peter Bowker.

## Vida personal
Es vocalista y guitarrista de la banda de música The Fruitcakes, con sede en Tricity. También creó su proyecto musical en solitario, The Ape Man Tales.

## Filmografía

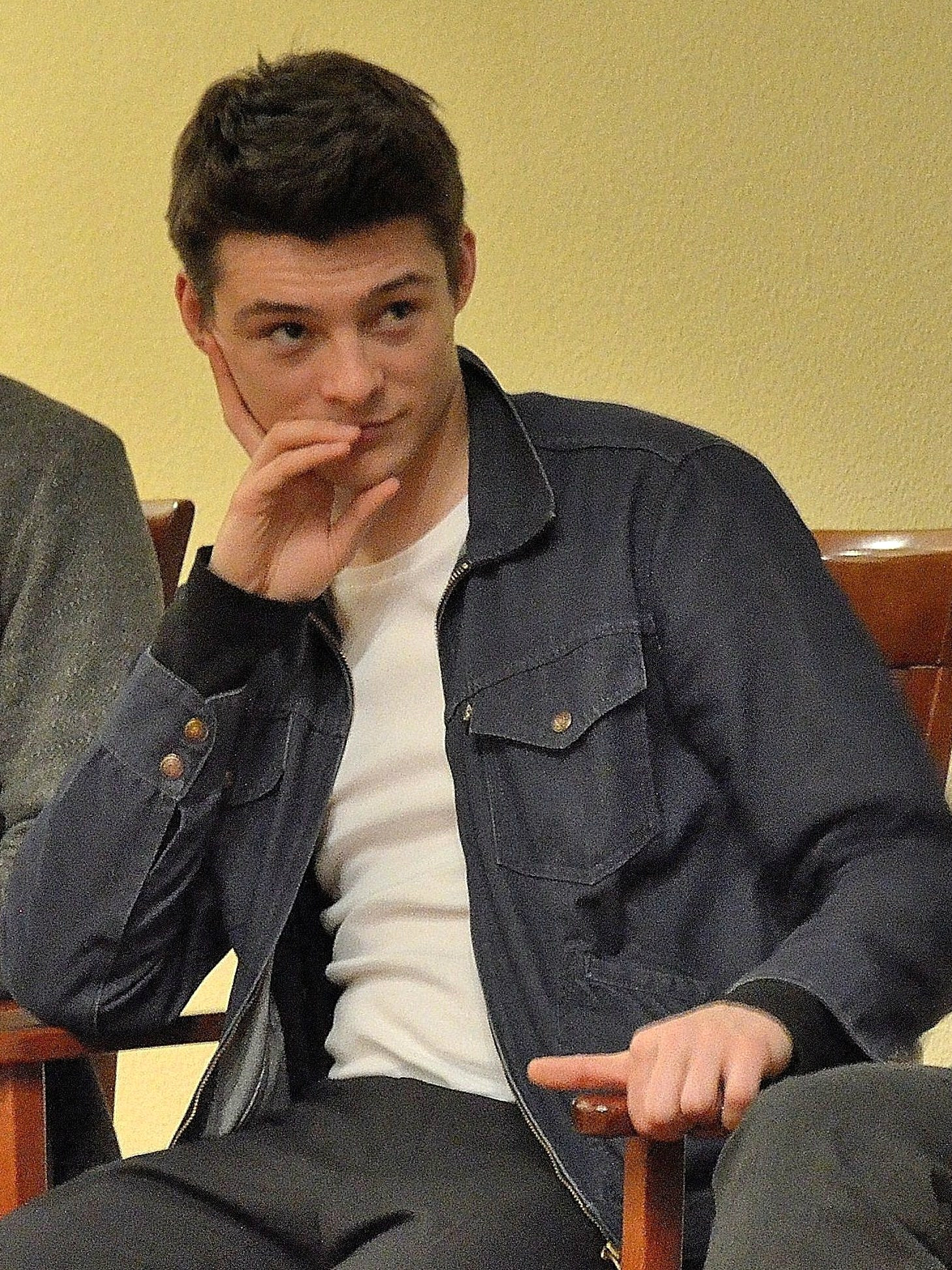
Tomasz Ziętek (2014)

- 2011: Czarny czwartek (Jueves Negro) como Zbigniew Godlewski
- 2013: Na dobre i na złe (serie de televisión) como Jarek (episodio 545)
- 2014: Kamienie na szaniec como Jan Bytnar
- 2014: Subir como Demolka Man
- 2015: Cuerpo como asistente de abogado
- 2015: Carte Blanche como Wojtek Madejski
- 2015: Pakt como periodista
- 2015: Demon como Ronaldo
- 2016: Konwój como Feliks
- 2017: Żużel como Lowa
- 2017: Cicha noc como Paweł
- 2018: Kamerdyner como Max von Krauss
- 2019: Odwróceni. Ojcowie i córki (serie de televisión) como Daniel
- 2019: Corpus Christi como Pinczer
- 2019: World on Fire (serie de televisión) como Tomasz
- 2020: Tarapaty 2 como Karol Wróblewski
- 2021: No dejes rastros
- 2021: Operación Jacinto como Robert
- 2025: Przesmyk (serie de televisión) como Jan Drawicz[10]